# 名鉄ワム500形貨車
名鉄ワム500形貨車（めいてつワム500がたかしゃ）とは、かつて名古屋鉄道で運用されていた木造貨車（有蓋車）である。

## 概要
元は1924年（大正13年）から1925年（大正14年）に汽車製造及び東洋車輌で製造された三河鉄道の15 t 積木造有蓋車ワム300形（ワム300 - ワム399）である。100両が製造された。昭和恐慌により貨物量が減少したため、1927年（昭和2年）から1931年（昭和6年）に49両（車番不明）が車内に仕切りを設置する改造を行う。このさい、仕切りのみ設置した10 t 積木造有蓋車がワ300形、仕切りの設置と車内高さの変更を行った10 t 積木造有蓋車がワ350形となる。さらにワ300形のうち12 t 積に変更したのがワ400形となる。その後の景気回復によりワ300形のうち24両が仕切りを取り外し、元の15 t 積に戻っている。
1941年（昭和16年）に三河鉄道が名古屋鉄道に合併すると、これらのワム300形に関連した貨車99両（1両は三河鉄道時代に廃車）は名古屋鉄道に引き継がれる。引き継がれたのはワ300形20両、ワ350形10両、ワ400形5両、ワム300形64両である。その後ワム300形はワム500形、ワ400形はワ450形に改番する。戦時中の貨物量増加により、ワ300形、ワ350形、ワ450形は仕切りを取り外して15 t 積の貨車となり、ワム500形に編入される。
国鉄直通貨車であり、瀬戸線を除く鉄道線（東部線、西部線、三河線など）で運用された。一部は愛知製鋼、三河貨車組合、三河通運などの私有貨車であった。戦後は徐々に車両数を減らし、1960年（昭和35年）時点での車両数は58両であった。国鉄の貨物列車の速度がヨンサントオダイヤ改正により75 km/hに引き上げられるのに伴い、老朽化の進んだワム500形はその条件に対応できなかったこと、また、名鉄の私有貨車制度の廃止により、1968年（昭和43年）に形式消滅となった。